# Lithophilie
Als Lithophilie wird in der Ökologie generell eine Vorliebe für Steine und felsige Lebensräume bezeichnet, das zugehörige Adjektiv ist lithophil. Als lithophil werden entsprechend   Organismen bezeichnet, die vorzugsweise an Steinen vorkommen. Hierzu gehören Pflanzen, Tiere und andere Lebewesen.

## Lithophile Organismen
In der Mikrobiologie werden als Lithophile verschiedene Bakterien, Cyanobakterien, Archaea und andere Mikroorganismen bezeichnet, die in den Zwischenräumen von steinigen Sedimenten und Felsgesteinen leben. Diese können in der Erdkruste bis zu einigen Kilometern unter der Erdoberfläche durch Bohrkerne nachgewiesen werden.

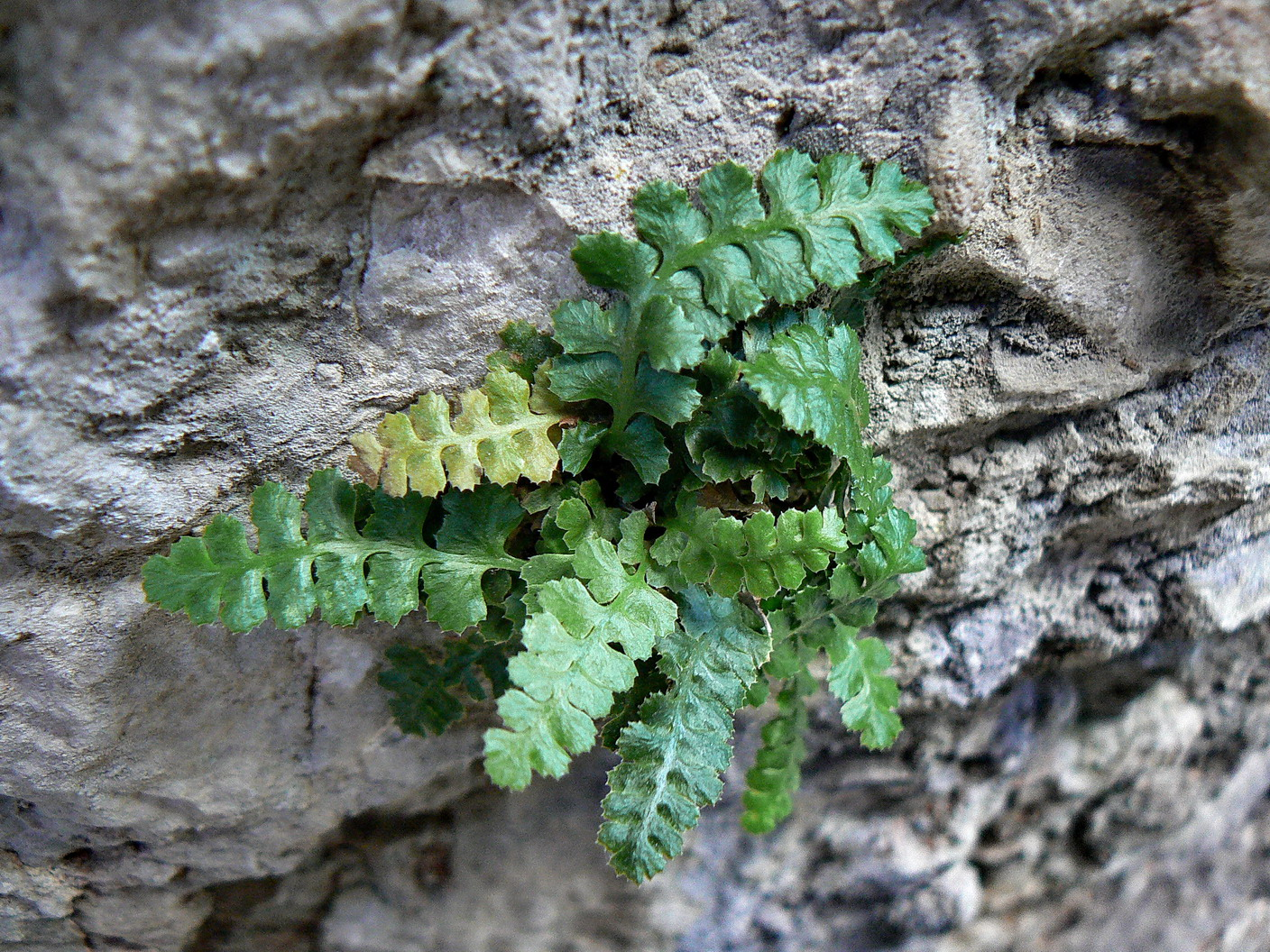
Asplenium jahandiezii als Felsbesiedler

In der Botanik sind Lithophyten Pflanzen, die vor allem als Felspflanzen auf Steinen wachsen, darüber hinaus werden diese in Epilithen und Petrophyten eingeteilt. Die Besiedlung von Felsen geht dabei in der Regel von Krustenflechten aus, die gesteinslösend sind und die Grundlage für Moospolster schaffen. Spätere Pionierpflanzen und Besiedler wie Gräser und Streifenfarne (Asplenium) nutzen den sich bildenden Boden in Felsspalten zur Besiedelung und bilden spezifische Felsspaltengesellschaften. Auf nicht zu steilen Felsen kann sich ein Rendzina-Boden bilden.
In der Zoologie wird die Bezeichnung vor allem bei wirbellosen Tieren verwendet, darunter etwa besonders häufig auf und unter Steinen lebende Schecken, Insekten und Spinnentiere. Einige dieser Arten werden dem Hypolithal zugeordnet, also der Lebensgemeinschaft unter Steinen.
Unter den Wirbeltieren wird die Bezeichnung häufig für Laichvorlieben von Fischen genutzt, die ihre Eier auf steinigen Untergrund ablegen.

## Belege
1. 1 2  „lithophil“ In: Matthias Schaefer: Wörterbuch der Ökologie. Springer-Verlag 2012, S. 162.
2. ↑  „Felspflanze“ In: Matthias Schaefer: Wörterbuch der Ökologie. Springer-Verlag 2012, S. 90.
3. ↑  „Hypolithal“ In: Matthias Schaefer: Wörterbuch der Ökologie. Springer-Verlag 2012, S. 125.